# Izabela Siekańska
Izabela Siekańska (z domu Łaszewska, ur. 11 listopada 1966 w Koszalinie) – polska szachistka.

## Kariera szachowa
W latach 80. należała do ścisłej czołówki polskich juniorek. W 1982 r. zdobyła w Częstochowie brązowy, a w 1983 r. w Katowicach srebrny medal na mistrzostwach Polski juniorek do 17 lat. Była również trzykrotną medalistką młodzieżowych mistrzostw Polski (do 23 lat): złotą (Augustów 1986), srebrną (Leszczyny 1989) oraz brązową (Kielce 1988). W 1987 r. jedyny raz w karierze wystąpiła w finale indywidualnych mistrzostw Polski kobiet, zajmując we Wrocławiu XIV miejsce. W 1994 r. zdobyła w Lubniewicach tytuł drużynowej mistrzyni Polski, w barwach klubu „Stilon” Gorzów Wielkopolski.
Najwyższy ranking w karierze osiągnęła 1 stycznia 1987 r., z wynikiem 2150 punktów zajmowała wówczas 12. miejsce wśród polskich szachistek. Od 1996 r. nie uczestniczy w turniejach klasyfikowanych przez Międzynarodową Federację Szachową.

## Życie prywatne
Mężem Izabeli Siekańskiej jest Janusz Siekański, polski szachista. Również ich dzieci: Maria oraz Zuzanna uprawiają tę dyscyplinę sportu.